# Pablo Cedano Cedano
Pablo Cedano Cedano (Santana, Higüey, 25 de enero de 1936-Higüey, 19 de noviembre de 2018) fue un obispo católico dominicano. Se desempeñó como obispo auxiliar de la arquidiócesis de Santo Domingo entre 1996 y 2013.

## Biografía
Nació el 25 de enero de 1936 en la sección Santana, del municipio de Higüey. Hijo de Baudilio Cedano Caraballo y de Ventura Cedano Sánchez. Fue bautizado el 22 de enero de 1937 en la parroquia San Dionisio, Higüey. Allí también recibió su Primera Comunión. Más tarde recibiría también allí la Confirmación.
Realizó sus estudios primarios en la Escuela Eusebio Cedano de Santana, y Gerardo Jansen de Higüey. 
Ingresó al Seminario Pontificio Santo Tomás de Aquino el 28 de septiembre de 1955, donde obtuvo los títulos de Bachiller en Ciencias Naturales, Bachiller en Filosofía y Letras, y Licenciado en Ciencias Religiosas.
En 1964 recibió el primer grado de las órdenes menores, el lectorado y al año siguiente, el acolitado. 

### Sacerdocio
Fue ordenado diácono transitorio en 1966, y el 2 de julio de 1967 fue ordenado presbítero por Mons. Juan Félix Pepén y Solimán, en la Parroquia San Dionisio (antiguo santuario y catedral), Diócesis de Nuestra Señora de La Altagracia en Higüey. Allí ocupó los cargos de vicario de pastoral y vicario general.
Entre 1971-1972 realizó una maestría en Ciencias Familiares en Saint Paul University, Ottawa. También cuenta con estudios especializados en Pastoral realizados en Bogotá, Medellín, Quito y Roma.

## Episcopado

### Obispo Auxiliar
El 31 de mayo de 1996 fue nombrado obispo auxiliar de Santo Domingo y titular de Vita por el papa Juan Pablo II, junto a Mons. Amancio Escapa Aparicio. Fue ordenado conjuntamente en la Catedral Primada de América el 6 de julio de 1996.
Como obispo auxiliar de la Arquidiócesis Primada de América, ejerció la función de vicario de Pastoral, responsable del Plan Arquidiocesano de Pastoral y miembro del Instituto Nacional de Pastoral de la Conferencia del Episcopado Dominicano.
El 22 de septiembre de 1998 fue nombrado párroco de la Parroquia El Buen Pastor, del ensanche Evaristo Morales en Santo Domingo, ministerio pastoral que ocupó hasta el 22 de septiembre de 2014 cuando pasó al retiro por edad canónica.

### Retiro
Se retiró a su diócesis de origen, donde se desempeñó hasta el momento de su muerte como párroco de la Parroquia Santa María Reina.

#### Fallecimiento
Falleció el 19 de noviembre de 2018 a causa de un cáncer que padecía en el hígado en la clínica Dr. Virgilio Cedano, Higüey provincia La Altagracia. Sus restos reposan en la Basílica Nuestra Señora de la Altagracia.